# William Hartnell
Pour les articles homonymes, voir Hartnell.
William Hartnell, né le 8 janvier 1908 à St Pancras, Londres (Royaume-Uni), mort le 23 avril 1975 à Marden (Royaume-Uni), est un acteur britannique. Il est surtout connu aujourd'hui comme le premier interprète du personnage du Docteur dans la série télévisée Doctor Who. 

## Biographie

### Carrière
Hartnell est né à St Pancras, d'un père qu'il n'a jamais connu. Bien qu'élevé par une famille adoptive, il passait tout de même ses vacances dans la famille de sa mère, à la campagne. C'est là qu'il apprit à monter à cheval, et qu'il développa un penchant décidé pour l'équitation. Malgré de vains efforts et de longues recherches, Hartnell ne put jamais percer le mystère entourant la véritable identité de son père. Il quitta l'école précocement, et manqua de peu de tourner mal. C'est grâce à un club de boxe amateur qu'il fréquentait à cette époque, qu'il rencontra Hugh Blaker, un collectionneur d'art, dont il devint le protégé. Blaker lui permit d'abord de retourner à ses premières amours, les chevaux, en l'introduisant dans le milieu des jockeys professionnels. Mais Hugh Blaker était également passionné de théâtre ; il lui fit donc ensuite intégrer l'Italia Conti Academy, et la prestigieuse académie de l'Imperial Service College dont il ne put supporter ni la rigueur, ni la discipline.
Il fit ses débuts au théâtre en 1925, en tant que machiniste, sous la direction de Frank Benson. En 1928, il prit part à la pièce de R. N. Stephens et E. Lyall Swete, Miss Elizabeth's Prisoner, aux côtés de l'actrice Heather McIntyre, qu'il épousa l'année suivante, le 9 mai 1929. C'est en 1932 qu'il fit ses débuts au cinéma dans Say it with Music.
Lorsqu'éclata la Seconde Guerre mondiale, Hartnell fut incorporé dans un régiment de blindés, The Tank Corps, dans lequel il ne servit cependant que dix-huit mois, en raison d'une dépression nerveuse qui lui valut d'être démobilisé. Il reprit alors sa carrière de comédien. Il interpréta essentiellement des rôles comiques, de policiers, de soldats, ou de gangster, et s'enferma finalement dans ce genre de rôle. En 1958, il incarna le rôle du Sergent dans le premier volet de la série des films Carry on, intitulé Carry On Sergeant. En 1963, il interpréta le rôle d'un conseiller municipal dans le film des frères Boulting, Heaven Above !, aux côtés de Peter Sellers. Il partagea d'ailleurs avec lui l'affiche du film The Mouse that Roared, en 1959.
Son premier rôle majeur à la télévision fut celui du Sergent Major Percy Bullimore dans The Army Game, qu'il incarna de 1957 à 1961.
Il habita très longtemps à proximité de son ami et mentor Hugh Blaker, au 51 Church Street, Isleworth, avant de déménager pour The Island, Thames Ditton, et de s'établir définitivement (dans les années 60) dans une petite maison de Mayfield, dans le comté de Sussex.

### Doctor Who(1963-1966, 1973)

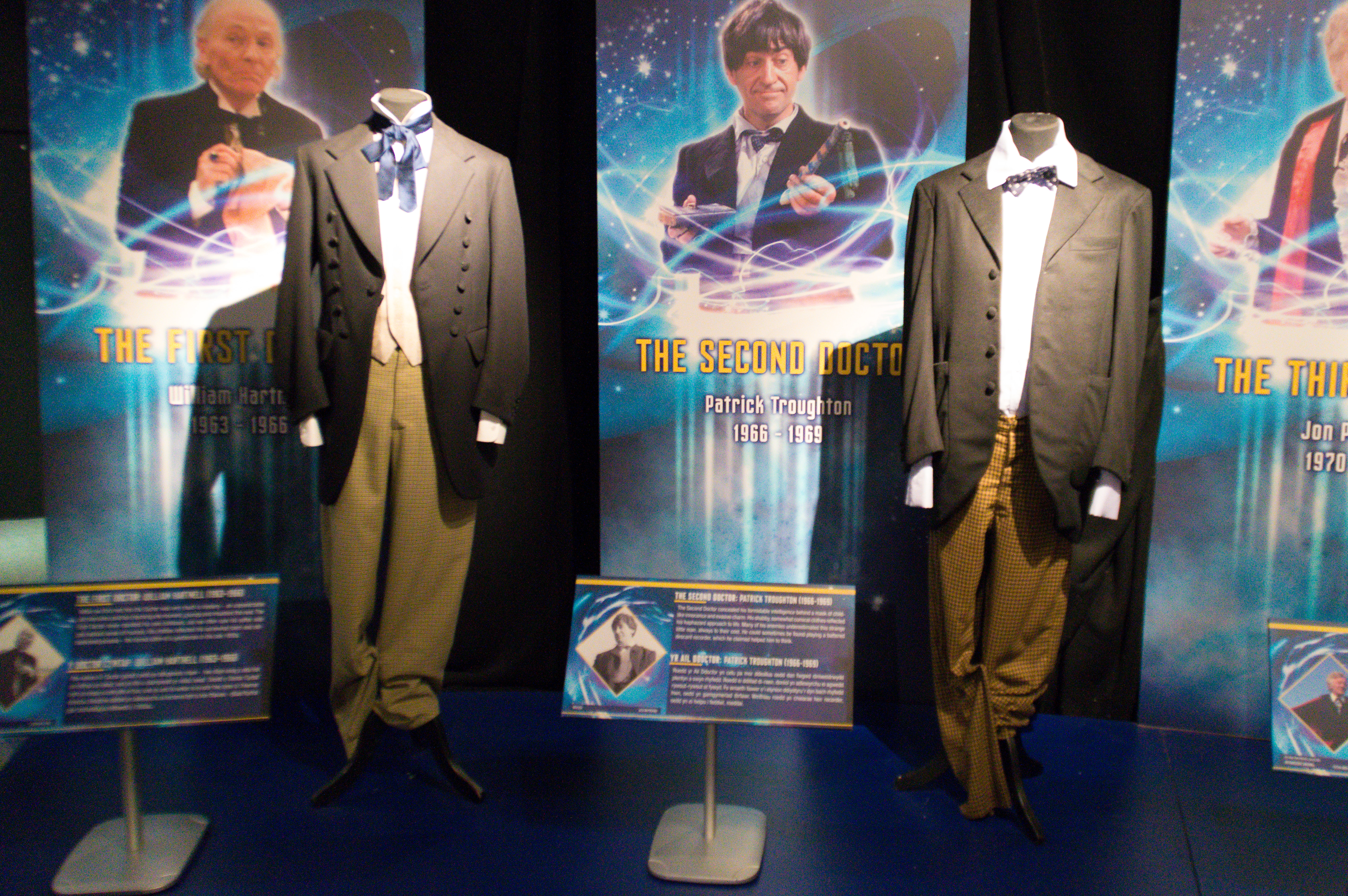
À gauche, costume porté par William Hartnell dans son rôle du Docteur. À droite celui de Patrick Troughton en tant que Deuxième Docteur.

Verity Lambert, qui était alors la productrice d'une nouvelle série de science-fiction, remarqua le jeu d'Hartnell dans The Sporting Life ; et lui proposa le rôle principal de cette série, dont le succès n'a jamais faibli depuis lors : Doctor Who. Bien qu'Hartnell hésita d'abord à paraître dans une production destinée aux enfants, Verity Lambert et Waris Hussein (réalisateur) parvinrent finalement à le convaincre d'accepter ce qui est devenu le rôle emblématique de sa carrière. Hartnell révéla plus tard que ce rôle lui a surtout permis de sortir du stéréotype où l'avaient plongé ceux qu'il avait incarnés jusque-là. La perspective de devenir populaire auprès de la jeunesse ne l'a, bien évidemment, pas laissé insensible.
Cette série lui rapporta un salaire régulier de 315£ par épisode. Une telle somme représenterait de nos jours un revenu d'un peu plus de 4 000£ par semaine, tandis que ses confrères de la même époque, Anneke Wills et Michael Craze, ne gagnaient en réalité qu'autour de £68 et £52 par épisode (en 1966). En outre, Hartnell était assez connu pour ses coups de gueule, ce qui valut quelques problèmes notamment avec le programme télévisé Radio Times, avec les réalisateurs, comme Henric Hirsch qui claqua la porte puis revint durant le tournage de l'épisode The Reign of Terror ou avec la production lors du renouvellement des contrats en 1964.
En 1965, il perdit la personne qu'il a probablement le plus chéri durant sa jeunesse tourmentée, sa tante Bessie, celle-là même qui l'avait élevé. La série qui tournait à une cadence folle, au rythme de 39 à 43 épisodes par an, ne lui laissa pas le loisir d'assister à ses funérailles ; cela ne manqua pas de le plonger dans un profond désarroi. De plus, Hartnell supporta mal le changement de direction de la série et multiplia les colères sur le plateau de tournage, ce qui fut une des raisons du départ d'un des producteurs, John Wiles.
Il dut pourtant abandonner la série en 1966 ; il souffrait, en effet, d'arthériosclérose, une maladie évolutive qui commençait à affecter sa mémoire. C'est alors que le producteur Innes Lloyd et le scénariste Gerry Davis eurent l'idée de conférer au Docteur le pouvoir de se régénérer au moment de mourir. Hartnell fut finalement d'accord pour que le rôle soit repris par Patrick Troughton, un acteur de 12 ans son cadet, qu'il appréciait particulièrement. L'idée qu'il soit un Docteur différent plutôt qu'une pâle copie l'enthousiasma particulièrement. Le concept a prospéré, puisque le Docteur en est aujourd'hui à sa seizième régénération sous les traits du Quinzième Docteur, Ncuti Gatwa.
Hartnell a cependant laissé de son passage dans la série une impression mitigée. Certains s'en plaignirent, comme Nicholas Courtney, tandis que d'autres, comme Peter Purves, William Russell, ou la productrice Verity Lambert, en ont gardé un souvenir ému.

### AprèsDoctor Who
Malgré une santé faiblissante, William Hartnell continua à jouer à la télévision et au théâtre pendant une dizaine d'années.
Hartnell reprit le rôle du Docteur une dernière fois en 1972, dans le premier épisode de la dixième saison diffusé en novembre de cette année, à l'occasion du dixième anniversaire de la série, « The Three Doctors. » Mais sa santé n'eut de cesse de se dégrader au fil des années, et il fut définitivement interné à l'hôpital en 1974. Il rendit l'âme le 23 avril 1975 d'une ultime attaque, qui l'emporta dans son sommeil, à l'âge de 67 ans. Il est incinéré et ses cendres sont déposées au Kent & Sussex Cemetery.
De son mariage avec Heather McIntyre (décédée en 1984), il eut une fille, Heather Anne, et deux petits enfants. Jessica Carney, sa petite fille, a publié l'unique biographie qui lui a jamais été consacrée, The Life and Career of William Hartnell, et qui retrace tant la carrière de l'artiste que les mémoires de toute la famille Hartnell.

## Filmographie
- 1932 : Say It with Music
- 1933 : I'm an Explosive : Edward Whimperley
- 1933 : The Lure : Billy
- 1933 : Follow the Lady : Mike Martindale
- 1934 : Swinging the Lead : Freddy Fordum
- 1934 : The Perfect Flaw : Vickers
- 1934 : Seeing Is Believing : Ronald Gibson
- 1935 : The Guv'nor : Bit Role
- 1935 : While Parents Sleep : George
- 1936 : Nothing Like Publicity : Pat Spencer
- 1936 : Parisian Life
- 1936 : The Flying Doctor de Miles Mander
- 1936 : Midnight at Madame Tussauds : Stubbs
- 1937 : Farewell Again : Bit Role
- 1938 : They Drive by Night : Bus Conductor
- 1939 : Too Dangerous to Live : Bit Part
- 1940 : Murder Will Out : Dick
- 1940 : They Came by Night : Undetermined Role
- 1941 : Freedom Radio : Radio Location Aerial Operator
- 1942 : The Peterville Diamond : Joseph
- 1942 : Flying Fortress : Gaylord Parker, English cabbie
- 1942 : They Flew Alone : Scotty, Airman Handing Weather Report To Amy
- 1942 : The Goose Steps Out : German Officer At Station
- 1942 : Sabotage at Sea : Jacob Digby
- 1943 : The Bells Go Down : Brooks
- 1943 : The Dark Tower : Towers
- 1943 : Suspected Person : Saunders
- 1944 : The Agitator : Peter Pettinger
- 1944 : Strawberry Roan : Chris Lowe
- 1944 : Headline : Dell
- 1944 : L'Héroïque parade (The Way Ahead) : Sgt. Ned Fletcher
- 1945 : Meurtre à crédit (Murder in Reverse) : Tom Masterick
- 1946 : Rendez-vous avec le crime (Appointment with Crime) : Leo Martin
- 1947 : Le Gang des tueurs (Brighton Rock) : Dallow, henchman
- 1947 : Huit Heures de sursis (Odd Man Out) de Carol Reed : Fencie,the barman
- 1947 : Le Port de la tentation (Temptation Harbour) : Jim Brown
- 1948 : L'Évadé de Dartmoor (Escape) : Inspector Harris
- 1949 : Now Barabbas : Warder Jackson
- 1949 : The Lost People de Bernard Knowles et Muriel Box : Barnes
- 1950 : Double Confession : Charlie Durham
- 1951 : The Dark Man : The Police Superintendant
- 1951 : La Boite magique (The Magic Box) : Recruiting Sergeant
- 1952 : L'assassin a de l'humour (The Ringer) de Guy Hamilton : Sam Hackett
- 1952 : The Pickwick Papers : Irate Cabman
- 1952 : The Holly and the Ivy : Company Sergeant Major
- 1953 : Will Any Gentleman…? : Detective Inspector Martin
- 1955 : Josephine and Men : Inspector Parsons
- 1955 : Des pas dans le brouillard (Footsteps in the Fog) : Herbert Moresby
- 1956 : Tons of Trouble : Bert
- 1956 : Ce sacré z'héros (Private's Progress) : Sgt. Sutton
- 1956 : Doublecross : Whiteway
- 1957 : Commando sur le Yang-Tsé : Leading Seaman Frank
- 1957 : Train d'enfer (Hell Drivers) : Cartley, Hawlett Manager
- 1957 : The Hypnotist : Inspector Ross
- 1957 : Date with Disaster : Tracy
- 1957 : The Army Game (série télévisée) : CSM Bullimore (1957-1958, 1960-1961) (unknown episodes)
- 1958 : On the Run : Tom Casey
- 1958 : Allez-y, sergent! (Carry on Sergeant) : Sergeant Grimshawe
- 1959 : The Night We Dropped a Clanger : Sgt. Bright
- 1959 : Strictly Confidential : Grimshaw
- 1959 : L'Epopée dans l'ombre (Shake Hands with the Devil) : Sergeant Jenkins
- 1959 : La souris qui rugissait (The Mouse That Roared) de Jack Arnold : Will Buckley
- 1959 : The Desperate Man : Smith
- 1960 : Piccadilly Third Stop : Colonel
- 1960 : And the Same to You : Wally Burton
- 1960 : Jackpot : Supt. Frawley
- 1963 : The World Ten Times Over : Dad
- 1963 : To Have and to Hold : Inspector Roberts
- 1963 : Heavens Above! : Major Fowler
- 1963 : Le Prix d'un homme (This Sporting Life) : 'Dad' Johnson
- 1963-1966 et 1973 : Doctor Who (série télévisée) : Docteur (Premier Docteur)
- 1964 : Tomorrow at Ten : Freddy